# Eriborus molestae
Eriborus molestae là một loài tò vò trong họ Ichneumonidae.